# La Main de Dieu
Pour plus de détails, voir Fiche technique et Distribution.
La Main de Dieu (È stata la mano di Dio) est un film italien, écrit et réalisé par Paolo Sorrentino, sorti en 2021.
Le film est présenté en « sélection officielle » à la Mostra de Venise 2021, où il remporte le Grand Prix et le Prix Marcello-Mastroianni pour Filippo Scotti.
Le titre du film vient d'un célèbre but marqué de la main par Diego Maradona, validé à la suite d'une erreur d'arbitrage qui a permis à l'Argentine de battre l'Angleterre à la coupe du Monde 1986 et qui a été retenu sous le nom la Main de Dieu. Le scénario, qui s'inspire partiellement de la biographie de son auteur, est parcouru en permanence par des références à Maradona — qui a été embauché par le SSC Napoli au moment où se situe le récit —, mais aussi à des cinéastes italiens de l'époque (Federico Fellini, Franco Zeffirelli, Antonio Capuano) ou encore au folklore napolitain, avec San Gennaro et le Monaciello.

## Synopsis
Dans le Naples des années 1980, le jeune Fabietto vit au sein de sa famille élargie, de son immeuble et de son quartier. Fan de football, il admire Diego Maradona et est au comble du bonheur lorsque celui-ci rejoint le SSC Naples. L'infidélité de son père, et la douleur éprouvée par sa mère, détériorent l'ambiance au sein de la famille et perturbent fortement Fabietto, qui est hypersensible.
Lors d'un séjour à Roccaraso, ses parents meurent d'une intoxication au monoxyde de carbone. La douleur de Fabietto est encore accrue par le fait que les médecins refusent de lui montrer le corps de ses parents. Il retrouve une raison de vivre dans le cinéma, et rêve de devenir réalisateur. Il décide d'aller à Rome pour étudier le cinéma.

## Fiche technique
Sauf indication contraire, les informations mentionnées dans cette section peuvent être confirmées par la base de données cinématographiques IMDb,  présente dans la section « Liens externes ».
- Titre original : È stata la mano di Dio
- Titre francophone : La Main de Dieu
- Réalisation et scénario : Paolo Sorrentino
- Direction artistique : Saverio Sammali
- Costumes : Mariano Tufano
- Photographie : Daria D'Antonio
- Montage : Cristiano Travaglioli
- Musique : Lele Marchitelli
- Pays de production :  Italie
- Format : couleur - 35 mm
- Genre : drame
- Durée : 130 minutes
- Dates de sortie :
  - Italie : 2 septembre 2021 (Mostra de Venise)
  - France : 10 octobre 2021 (Festival Lumière)
  - Monde : 15 décembre 2021 (Netflix)

## Distribution
- Filippo Scotti (VF : Andrea Santamaria) : Fabietto Schisa
- Toni Servillo (VF : Gabriel Le Doze) : Saverio Schisa
- Teresa Saponangelo (VF : Anne Massoteau) : Maria Schisa
- Marlon Joubert : Marchino Schisa
- Luisa Ranieri (VF : Nathalie Karsenti) : Patrizia
- Betti Pedrazzi (VF : Isabelle Leprince) : Baronessa Focale
- Massimiliano Gallo : Franco
- Renato Carpentieri : Alfredo
- Roberto De Francesco (VF : Laurent Morteau) : Geppino
- Cristiana Dell'Anna : la sœur d'Armando
- Monica Nappo : Silvana
- Enzo Decaro : San Gennaro
- Biagio Manna : Armando
- Sofya Gershevich : Yulia
- Rossella Di Lucca : Daniela Schisa
- Ciro Capuano (VF : Daniel Lafourcade) : Antonio Capuano
- Lino Musella : Mariettiello
- Adriano Saleri : Assistant Federico Fellini

## Distinctions

### Récompenses
- Mostra de Venise 2021 : Lion d'argent - Grand Prix du Jury et prix Marcello Mastroianni du meilleur espoir pour Filippo Scotti[1]
- David di Donatello 2022 : meilleur film, meilleure réalisation, meilleure actrice dans un second rôle pour Teresa Saponangelo, meilleur directeur de la photographie et David Jeune[3]

### Nominations
- Golden Globes 2022 : meilleur film en langue étrangère
- Oscars 2022 : meilleur film international